# Леон, Майколь
Майко́ль Андре́с Лео́н Му́ньос (исп. Maicol Andrés León Muñoz; род. 9 июня 2003, Сантьяго) — чилийский футболист, полузащитник клуба «Палестино».

## Клубная карьера
Леон — воспитанник клуба «Палестино». 29 мая 2021 года в матче против «О’Хиггинс» он дебютировал в чилийской Примере. 5 ноября 2022 года в поединке против «Уачипато» Майкон забил свой первый гол за «Палестино». 

## Международная карьера
В 2023 году в составе молодёжной сборной Чили Леон принял участие в молодёжном чемпионате Южной Америки в Колумбии. На турнире он сыграл в матчах против сборных Венесуэлы, Эквадора, Боливии и Уругвая.